# Тетонија (Ајдахо)
Тетонија (енгл. Tetonia) град је у америчкој савезној држави Ајдахо.

## Демографија
По попису из 2010. године број становника је 269, што је 22 (8,9%) становника више него 2000. године.
| Група             | 2000.       | 2010.       |
| Белци             | 221 (89,5%) | 238 (88,5%) |
| Афроамериканци    | 0 (0,0%)    | 0 (0,0%)    |
| Азијати           | 0 (0,0%)    | 0 (0,0%)    |
| Хиспаноамериканци | 22 (8,9%)   | 29 (10,8%)  |
| Укупно            | 247         | 269         |